# Catálogo McKusick
El Catálogo McKusick es un base de datos sobre genes humanos y diversos trastornos genéticos, editado por el Dr. Victor A. McKusick y sus colegas de la Johns Hopkins. El desarrollo en la World Wide Web para su  consulta on-line es la fuente de la OMIM (base de datos sobre trastornos genéticos del National Center for Biotechnology Information (NCBI) ). La base de datos contiene información textual, referencias y numerosos  enlaces a MEDLINE
Tiene catalogadas una gran cantidad de enfermedades raras. Es accesible a través del Sistema información de enfermedades raras en español del Instituto Carlos III.